# Monatsmitteltemperatur
Die Monatsmitteltemperatur, auch Monatsdurchschnittstemperatur, ist der Mittelwert aller zuvor ermittelten Tagesmitteltemperaturen eines Monats.

## Berechnung
Die Monatsmitteltemperatur wird in Abhängigkeit von der Anzahl der Kalendertage eines Monats wie folgt berechnet:
| {\displaystyle T_{L}={\frac {1}{31}}(T_{1}+T_{2}+T_{3}+T_{4}+\dotsb +T_{31})} | → | Monate Januar, März, Mai, Juli, August, Oktober und Dezember |
| {\displaystyle T_{L}={\frac {1}{30}}(T_{1}+T_{2}+T_{3}+T_{4}+\dotsb +T_{30})} | → | Monate April, Juni, September und November                   |
| {\displaystyle T_{L}={\frac {1}{28}}(T_{1}+T_{2}+T_{3}+T_{4}+\dotsb +T_{28})} | → | Monat Februar                                                |
| {\displaystyle T_{L}={\frac {1}{29}}(T_{1}+T_{2}+T_{3}+T_{4}+\dotsb +T_{29})} | → | Monat Februar in Schaltjahren                                |

## Bedeutung
Für den Nachweis von Klimaveränderungen in der mittel- bis langfristigen Betrachtung ist die Monatsmitteltemperatur eines Ortes ein wichtiger Indikator. Sie kann als Vergleichswert für vergangene und zur Prognose für kommende Jahre herangezogen werden und ist oft Bestandteil von Klimadiagrammen. Aus den Monatsmitteltemperaturen eines Jahres werden die Jahresmitteltemperaturen berechnet.
Auch in der Land- und Forstwirtschaft hat die Monatsmitteltemperatur eine besondere Bedeutung, um den Anbau von Pflanzen zu planen. Die wärmste und die kälteste Monatsmitteltemperatur sind oft entscheidend dafür, ob eine Pflanzenart an einem Ort gedeihen kann.
Für die aktuelle Wettervorhersage hat die Monatsmitteltemperatur nur einen begrenzten Aussagewert, da sie für den Messort keinen Aufschluss über Tageshöchst- und -tiefstwerte gibt.

## Rekorde
Die jeweils wärmsten globalen Monatsmitteltemperaturen pro Monat nach dem Copernicus Climate Change Service in Tabellenform (Stand: Juli 2025):
| Monat     | Rekord   | Jahr(e)    |
| --------- | -------- | ---------- |
| Januar    | 13,23 °C | 2025       |
| Februar   | 13,54 °C | 2024       |
| März      | 14,14 °C | 2024       |
| April     | 15,03 °C | 2024       |
| Mai       | 15,91 °C | 2024       |
| Juni      | 16,66 °C | 2024       |
| Juli      | 16,95 °C | 2023       |
| August    | 16,82 °C | 2023, 2024 |
| September | 16,38 °C | 2023       |
| Oktober   | 15,30 °C | 2023       |
| November  | 14,22 °C | 2023       |
| Dezember  | 13,51 °C | 2023       |